# هورتن يسمع هووو!
هورتون يسمع هووو! (بالإنجليزية: Horton Hears a Who!)‏ فيلم رسوم متحركة من نوع كوميدي ومغامرة. قصة الفيلم مأخوذة من كتاب للدكتور سوس «وهي تحمل نفس الأسم». الفيلم من إخراج (جيمي هيوارد وستيف مارتينو)، ومن إنتاج إستديوهات بلو سكاي. صدر الفيلم في 14 مارس 2008 من قبل شركة فوكس للقرن 20، كلف إنتاج الفيلم 85 مليون دولار، وحققت إيرادات الفيلم 297 مليون دولار. تحصلت قناة سبيس باور على حقوق عرض الفيلم حيث عُرض في الثالث من شهر تشرين الثاني لعام 2017

## القصة
يتعجب (الفيل هورتون) عندما يسمع صرخة قادمة من ذرة تراب أثناء تجوله في الغابة، لكن خياله الواسع يجعله يعتقد أن الذرة ما هي إلا مدينة يعيش عليها سكان من جنس آخر.

تتأكد نظرية (هورتون) عندما يتحدث إليه عمدة المدينة، ويشرح له أنهم كائنات «الهو»، وأن أحجامهم متناهية الصغر، ويطلب منه حماية الذرة وحفظها في مكان آمن.

يجد (هورتون) مكانا آمنا للذرة، ويعد العمدة بحمايتهم، لكن هذا الأمر يزعج (الكانجارو سور)؛ فهي ترى أن (هورتون) بات يقول أشياء غير قابلة للتصديق، ويجب إيقافه، فتحشد سكان الغابة ليحكموا عليه بالحبس، ورمي الذرة في قدرٍ من الزيت المغلي أمامه لينسى هذه الفكرة تماما.

## ممثلون الأصوات
- جيم كاري
- ستيف كارل
- كارول بيرنت
- سيث روغن
- جيسي مكارتني
- سوف ارنيت
- آيسلا فيشر
- إيمي بويهلر
- سيلينا غوميز
- جايمي بريسلي

## وصلات خارجية
- هورتن يسمع هووو! على موقع IMDb (الإنجليزية)
- هورتن يسمع هووو! على موقع ميتاكريتيك (الإنجليزية)
- هورتن يسمع هووو! على موقع روتن توميتوز (الإنجليزية)
- هورتن يسمع هووو! على موقع نتفليكس (الإنجليزية)
- هورتن يسمع هووو! على موقع قاعدة بيانات الأفلام العربية
- هورتن يسمع هووو! على موقع ألو سيني (الفرنسية)
- هورتن يسمع هووو! على موقع Turner Classic Movies (الإنجليزية)
- هورتن يسمع هووو! على موقع أول موفي (الإنجليزية)
- هورتن يسمع هووو! على موقع بوكس أوفيس موجو (الإنجليزية)
- هورتن يسمع هووو! على موقع فيلمافينيتي (الإسبانية)

1. 1 2 3 4 5 6 7 8 9 10 11 12 13 14 15 16 17 18 19 20 21 22 23  مذكور في: قاعدة بيانات الأفلام التشيكية السلوفاكية. لغة العمل أو لغة الاسم: التشيكية. تاريخ النشر: 2001.
2. ↑  Archived at Ghostarchive and the Wayback Machine: Horton Hears a Who (1970/1987/1992/2008) side-by-side comparison. يوتيوب. مؤرشف من الأصل في 2024-11-30.
3. ↑  "Horton Hears a Who!". مؤرشف من الأصل في 2023-04-05.
4. ↑  "Horton Hears a Who!". تيرنر كلاسيك موفيز. أتلانتا: نظام تيرنر للبث (وارنر ميديا. مؤرشف من الأصل في 2020-07-17. اطلع عليه بتاريخ 2016-10-06.
5. ↑  Bowles، Scott (13 سبتمبر 2006). "'Horton' shakes off the dust". USA Today. مؤرشف من الأصل في 2016-09-24. اطلع عليه بتاريخ 2016-08-12.
6. 1 2  Lee، Chris (16 مارس 2008). "Now they can laugh". لوس أنجلوس تايمز. مؤرشف من الأصل في 2016-08-27. اطلع عليه بتاريخ 2016-08-12.